# Ведзатхева
Ведзатхева (груз. ვეძათხევა) — село в Грузии, на территории Тианетского муниципалитета края (мхаре) Мцхета-Мтианети.

## География
Село находится в центральной части Грузии, на левом берегу реки Адзези (правый приток реки Иори), на расстоянии приблизительно 15 километров (по прямой) к югу от посёлка городского типа Тианети, административного центра муниципалитета. Абсолютная высота — 1029 метров над уровнем моря.

## Население
По результатам официальной переписи населения 2014 года в Ведзатхеве проживало 44 человека (21 мужчина и 23 женщины). В национальной структуре населения грузины составляли 100 %.
| Год  | Население, человек |
| ---- | ------------------ |
| 2002 | 154                |
| 2014 | ↘ 44               |